# Comarca Mancha del Júcar
Mancha del Júcar es una comarca provincial de Albacete, como una comarca tradicional perteneciente a La Mancha (aunque excluida de la provincia histórica de La Mancha). Se encuentra extendida a lo largo de los términos municipales ribereños comprendidos entre los ríos Júcar y su tributario, el río Valdemembra, por la margen izquierda. 

## Municipios
| Municipio             | Población | Superficie | Densidad |
| --------------------- | --------- | ---------- | -------- |
| Fuensanta             | 327       | 24,01      | 14,4     |
| Madrigueras           | 4.724     | 72,94      | 64,64    |
| Montalvos             | 108       | 24,67      | 4,44     |
| Tarazona de la Mancha | 6.543     | 212,52     | 30,81    |
| Villalgordo del Júcar | 1.147     | 46,75      | 24,79    |

## Marco Físico, Geográfico y Demográfico
Limita al norte con La Manchuela, al sur, con la Mancha de Montearagón; al Oeste, la Mancha Alta, y al Este, con la Mancha de Montearagón y La Manchuela.
La Mancha del Júcar presenta ser una comarca de reducida extensión, enclavada en plena cuenca hidrográfica del río Júcar, al Norte de la provincia de Albacete. Comprende tierras de labores que alternan con monte bajo de encinares, y de extensos pinares próximos a los sotos de ribera.
El tipo de clima puede considerarse mediterráneo continental, por lo que las temperaturas son extremas. Con veranos calurosos (temperaturas medias superiores a los 28°) e inviernos fríos (temperaturas medias mensuales inferiores a los 3°); en las que destaca una mayor humedad relativa debido a la proximidad del entorno fluvial.
Según el INE (padrón 2005), la población asciende a 12.998 hab., lo que supone una densidad media de 34,1 hab/km².
La capital oficiosa histórico-cultural de esta comarca es Tarazona de La Mancha (6.576 hab.).

## Patrimonio Cultural

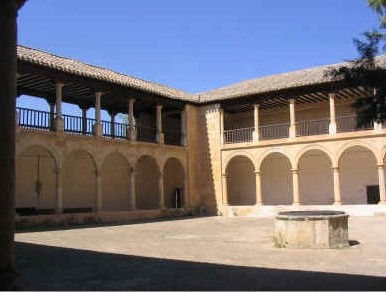
Claustro del convento trinitario situado en Fuensanta.

Destaca la plaza Mayor de Tarazona de La Mancha, alrededor de la que se articula el espacio urbano. El conjunto de la plaza es del siglo XVII y responde a una traza de forma rectangular. Los edificios se abren al exterior con hermosos soportales y balconajes volados en madera. La única construcción con soportales de arcos de piedra corresponde al Ayuntamiento, éste está unido a la torre de la iglesia y tiene unas bellas y pequeñas proporciones
También merece destacar el Palacio de los Gosálvez, en Villalgordo del Júcar, de época modernista, situado junto al término municipal de Casas de Benítez.
Igualmente, cabe mencionar el antiguo convento trinitario calzado de Fuensanta, hoy convertido en la parroquia santuario donde se venera la imagen de Ntra Sra. de Los Remedios, patrona de este municipio y de La Roda. Destaca su amplio claustro del siglo XVI; presenta una doble galería porticada: el bajo con arcos de medio punto y el superior con columnas que sostienen dinteles. También encierra una antigua fuente de gran devoción popular, donde se fija tradicionalmente la aparición de la Virgen.

## Historiografía
La comarca ha sido afín a los orígenes históricos semejantes a la de algunas otras comarcas vecinas, como La Manchuela o la Mancha Alta. Como parte integrante del Concejo de Alarcón durante la Baja Edad Media, es a partir de 1476, cuando pasa a pertenecer al Marquesado de Villena. Alguna de sus principales villas, como Tarazona de La Mancha, se crea como una segregación vecinal de Villanueva de la Jara, en el siglo XV; así como, en la época de Carlos I se iniciaron gestiones para conseguir el título de "villa", pero que sería con Felipe II, el 11 de octubre de 1564, cuando se le concedió el Privilegio de Villazgo, dándole jurisdicción hasta el río Júcar, momento en que se inicia la separación y expansión comarcal. Posteriormente, en el siglo XVIII Tarazona de la Mancha ostentaría la capitalidad de todo el Corregimiento, integrado además por Madrigueras, Villalgordo del Júcar y Quintanar del Rey (esta última en la actual Manchuela conquense).
Por las mismas fechas del siglo XVIII, se crean los municipios de Fuensanta y Montalvos, ambos de una segregación del municipio de La Roda, pero que por su carácter plenamente ribereños al Júcar quedarán adscritos a esta comarca; mientras que La Roda será más afín a la Mancha Alta, por su carácter estepario, con claros antecedentes territoriales de la antigua provincia de La Mancha, más próximos a la Alta Llanura.

## Gastronomía
Presenta una típica y especial cocina tradicional manchega, destacando los platos alrededor de la caza, en especial la perdiz, la liebre y el ánade (fauna ribereña). Son siempre tradicionales, los galianos (gazpachos), las calderetas, los asados de cordero, etc. Sin olvidar las gachas de harina de almortas; así como las migas, las judías con perdiz, y sobre todo, el atascaburras , el pisto manchego y el arroz con liebre.
De repostería, se puede citar una amplia gama de dulces, mantecados y postres. Así como la “cuerva”, una especie de “sangría” con vino blanco. Así como las piñas asadas, o los piñones secos, que se encuentran caídos, muy abundantes en la zona.

## Entorno Ambiental
La Mancha del Júcar, desde el punto de vista medioambiental, se centra en el eje fluvial de la cuenca del Júcar, entre las localidades de Villalgordo del Júcar hasta Madrigueras. 
Parajes tranquilos de entrañable belleza, donde contrasta la luz del agua con los farallones de las márgenes, los sotos y los pinares próximos a la ribera, los cuales originan que sobre las suavísimas arenas de playa fluvial, se depositan de modo natural buenas cosechas de riquísimos piñones, que pueden ser recogidos simplemente con cribas.